# Klodeta Gjini
Klodeta Gjini (ur. 20 sierpnia 1964 w Tiranie) – albańska lekkoatletka, rekordzistka Albanii w skoku wzwyż, honorowa obywatelka Përmetu.

## Kariera sportowa
7 sierpnia 1983 roku wzięła udział w Mistrzostwach Świata w Lekkoatletyce w Helsinkach, gdzie jej skok wzwyż wyniósł 170 cm.
22 sierpnia 1989 roku ustanowiła rekord Albanii w skoku wzwyż, uzyskując wynik 192 cm.